# Xuanya Zhishang
Xuanya Zhishang (xinès simplificat: 悬崖之上, pinyin: Xuányá zhī shàng, literalment 'Per damunt del penya-segat', coneguda pel nom en anglès Cliff Walkers i anteriorment Impasse), és una pel·lícula de thriller històric xinesa del 2021 dirigida per Zhang Yimou i escrita per Quan Yongxian. Està ambientada a l'estat titella imperial japonés de Manxukuo dels anys 30, abans de l'esclat de la Segona Guerra Mundial. Va ser seleccionada com a entrada xinesa a millor pel·lícula internacional als 94 Premis de l'Acadèmia. S'ha doblat al català.

## Trama
Ambientada a l'estat titella japonés de Manxukuo, la pel·lícula segueix quatre agents del Partit Comunista de la Xina que es llancen en paracaigudes a Harbin, al nord-est de la Xina, a principis dels anys trenta. Junts, s'embarquen en una operació secreta amb el nom en codi "Utrennya" (en rus: matí) que té la intenció d'extraure un antic presoner que podria exposar davant la comunitat internacional l'experimentació humana poc ètica i altres crims contra la humanitat comesos per la Unitat 731 de l'Exèrcit Imperial Japonés. En aterrar, els membres de l'equip es divideixen en dos grups per evitar ser capturats i torturats. També estan preparats per sacrificar-se ingerint píndoles de cianur que transporten en una caixa de mistos. Poc després de la separació, el grup 1 descobreix que els seus contactes locals treballen per l'enemic. Aconsegueixen escapar del parany, però també s'adonen que havien estat venuts per un traïdor, que va cedir després de ser torturat i presenciar l'execució dels seus companys. Llavors, el grup 1 intenta informar el grup 2 i dur a terme la missió.

## Cast
- Zhang Yi com a Zhang Xianchen, un antic periodista convertit en agent del PCX
- Yu Hewei com a Zhou Yi, un agent del PCX integrat a l'enemic
- Qin Hailu com a Wang Yu, la dona i camarada de Zhang
- Zhu Yawen com a Chu Liang, el company de Zhang
- Liu Haocun com a Xiao Lan, la camarada de Zhang i la xicona de Chu.[7]
- Ni Dahong com a Gao Bin, enemic.
- Li Naiwen com a assistent de Gao
- Yu Ailei com a Jin Zhide, l'esbirro de Gao
- Lei Jiayin com a Xie Zirong, un agent del PCX convertit en traïdor

## Producció
L'octubre de 2019 es va publicar un pòster conceptual durant el Festival Internacional de Cinema de Pingyao. El 13 de desembre de 2019, les càmeres van començar a rodar al parc forestal nacional de Xuexiang. El rodatge va finalitzar el 19 de maig de 2020.
La partitura original va ser composta per Jo Yeong-wook, mentre que el tema homònim fou composta per la banda RadioMars i interpretada per Zhou Shen.

## Llançament
La pel·lícula es va estrenar el 30 d'abril de 2021 tant a la Xina com als Estats Units. A la República Popular, s'estrena a IMAX, CINITY, Dolby Cinema, etc. Als Estats Units, és distribuïda per China Media Capital.

## Recepció
Cliff Walkers va rebre una valoració positiva del 82% a Rotten Tomatoes, amb una valoració mitjana de 6,7/10.

## Premis i nominacions
| Any  | Premis                      | Categoria                  | Recipient             | Resultat  | Ref.          |
| ---- | --------------------------- | -------------------------- | --------------------- | --------- | ------------- |
| 2021 | XV Premis de Cinema Asiàtic | Millor actor secundari     | Yu Hewei              | nominació | [ 15 ] [ 16 ] |
| 2021 | XV Premis de Cinema Asiàtic | Millor actriu secundària   | Qin Hailu             | nominació | [ 15 ] [ 16 ] |
| 2021 | XV Premis de Cinema Asiàtic | Millor Edició              | Li Yongyi             | guardó    | [ 15 ] [ 16 ] |
| 2021 | XV Premis de Cinema Asiàtic | Millor Fotografia          | Zhao Xiaoding         | nominació | [ 15 ] [ 16 ] |
| 2021 | XV Premis de Cinema Asiàtic | Millor disseny de vestuari | Chen Minzheng         | nominació | [ 15 ] [ 16 ] |
| 2021 | XV Premis de Cinema Asiàtic | Millor Música Original     | Jo Yeong-wook         | nominació | [ 15 ] [ 16 ] |
| 2021 | 34è Premis Gall d'Or        | Millor pel·lícula          | Cliff Walkers         | nominació | [ 17 ] [ 18 ] |
| 2021 | 34è Premis Gall d'Or        | Millor director            | Zhang Yimou           | guardó    | [ 17 ] [ 18 ] |
| 2021 | 34è Premis Gall d'Or        | Millor Fotografia          | Zhao Xiaoding         | guardó    | [ 17 ] [ 18 ] |
| 2021 | 34è Premis Gall d'Or        | Millor actor               | Shang Yi              | guardó    | [ 17 ] [ 18 ] |
| 2021 | 34è Premis Gall d'Or        | Millor actor               | Yu Hewei              | nominació | [ 17 ] [ 18 ] |
| 2021 | 34è Premis Gall d'Or        | Millor Direcció d'Art      | Lin Mu                | nominació | [ 17 ] [ 18 ] |
| 2021 | 34è Premis Gall d'Or        | Millor gravació de so      | Yang Jiang i Zhao Nan | nominació | [ 17 ] [ 18 ] |